# Коллаборационизм в ходе вторжения России на Украину
Коллаборациони́зм в хо́де вторже́ния Росси́и на Украи́ну — военное, политическое или экономическое сотрудничество граждан Украины с российскими военными во время вторжения России на Украину.

## Правовые основы
В украинском законодательстве сотрудничество с оккупантами квалифицируется по статье 111-1 УКУ, которая начала действовать в актуальной для военного времени редакции с 15 марта 2022 года.
Обсуждение закона о коллаборационизме велось с начала российско-украинской войны в 2014 году, но украинские власти опасались, что под его действие может попасть слишком много жителей оккупированных территорий. Для преследования коллаборантов применялись статьи о госизмене, финансировании терроризма, воспрепятствование законной деятельности ВСУ и т. д. Новый закон позволил выносить наказание за сам факт сотрудничества с оккупантами без необходимости доказывать, например, ущерб безопасности государства (как в случае госизмены).
1. Публичное отрицание факта вооружённой агрессии против Украины, оккупации её территорий, отрицание распространения государственного суверенитета на оккупированные территории.
2. Призывы к поддержке действий страны-агрессора, поддержка и призывы к сотрудничеству с его вооружёнными формированиями или оккупационными властями.
3. Добровольное занятие должностей в оккупационных администрациях и других незаконных органах власти, участие в проведении выборов или референдумов на оккупированных территориях (до 10 лет лишения свободы)
4. Пропаганда в интересах государства-агрессора в учебных заведениях, содействие внедрению образовательных стандартов страны-агрессора (до 3 лет лишения свободы)
5. Передача материальных ресурсов российским военным и другое экономическое сотрудничество (до 5 лет лишения свободы)
6. Организация и проведение политических мероприятий в поддержку оккупации или участие в них (до 20 лет лишения свободы)
7. Добровольное занятие должностей в правоохранительных или судебных органах, сформированных оккупационными властями, участие в незаконных вооружённых или военизированных формированиях или оказание им помощи в ведении боевых действий против Украины (до 15 лет лишения свободы)
8. Действия в качестве должностного лица в незаконных органах власти, которые повлекли гибель людей или другие тяжкие последствия (вплоть до пожизненного заключения).

В зависимости от состава преступления, статья 111-1 УКУ предусматривает наказания различной тяжести. Минимальное — лишение права занимать определённые должности или заниматься определённой деятельностью для людей, занимающих в незаконных органах власти должности, не связанные с принятием административных или организационных решений, а также для высказывавшихся в поддержку России в СМИ и интернете. В качестве дополнительной меры наказания может применяться конфискация имущества.
Украинские власти отмечали, что не собираются преследовать людей, вынужденных работать на оккупированных территориях — сотрудников коммунальных служб, медиков и пр. При этом под действие закона однозначно попадают полицейские и судьи, которые продолжили работать после оккупации.

## Представители власти
Журналисты «Медузы» отмечали, что российские власти вероятно действовали, исходя из представлений 2014 года, когда политическое противостояние в Украине позволило им привлечь на свою сторону элиты в некоторых регионах, членов «Партии регионов» Виктора Януковича и некоторые низовые движения.
Однако после начала вторжения в феврале 2022 года сложилась противоположная ситуация: общество и политические силы консолидировались вокруг суверенитета Украины. На оккупированных территориях многие политики, ранее выступавшие с пророссийских позиций, отказались сотрудничать с российскими военными, и оккупационные администрации формировались из числа малозначимых политиков, мелких чиновников и случайных людей.
Национальное агентство по предотвращению коррупции и общественная организация «Рух ЧЕСНО» создали список «предателей Украины», в котором на 18 апреля 2022 года было 106 украинцев, а к 21 апреля уже 111. Больше всего коллаборантов оказалось из партий ОПЗЖ и «Наш край».

### Донецкая область
В Донецкой области на сотрудничество с российскими военными пошли 10 депутатов Мариупольского городского совета, в том числе 9 представителей ОПЗЖ, один депутат Лиманского городского совета и городской голова Святогорска Владимир Бандура. После захвата Мариуполя его главой был назначен экс-депутат Константин Иващенко. В Волновахе только за первые месяцы оккупации российские военные сменили 4 руководителей города, по состоянию на май эту должность занимал бывший силовик, предприниматель и депутат от ОПЗЖ Артур Анциферов.

### Запорожская область

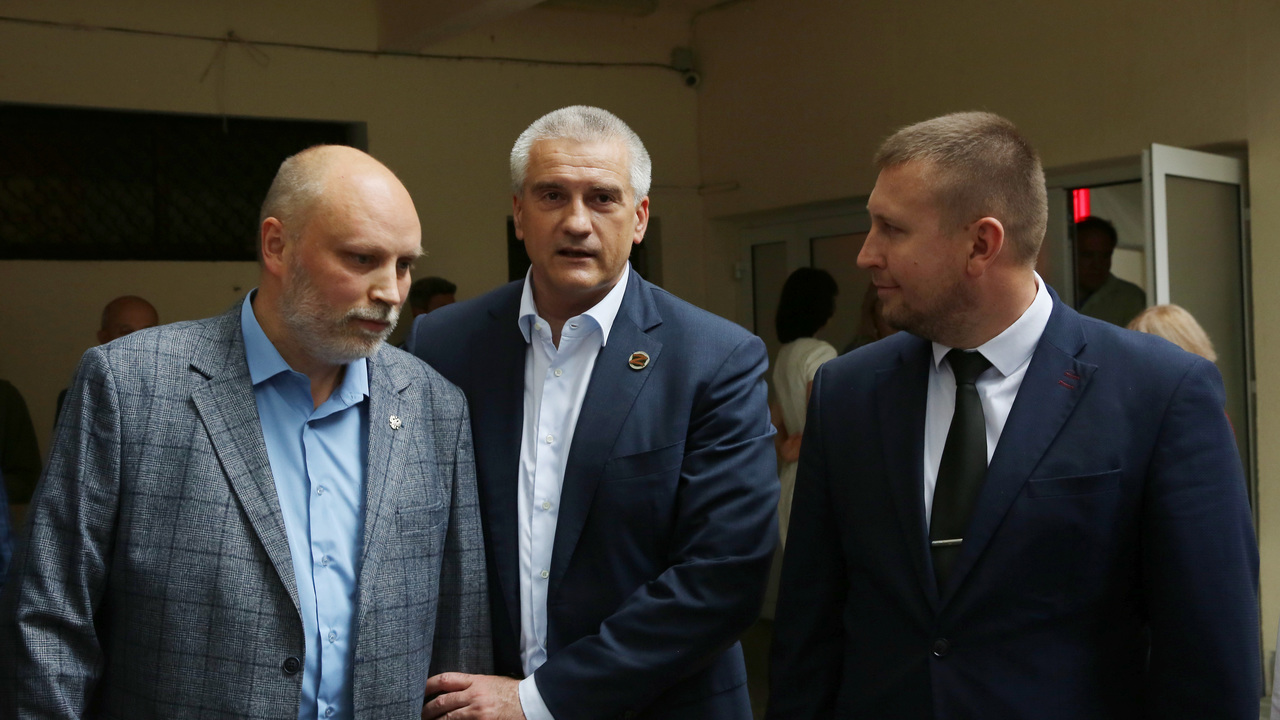
Владимир Рогов, российский глава Крыма Сергей Аксёнов и Денис Мирошниченко из ЛНР

По оценкам «Медузы», в Запорожской области ключевые посты в оккупационных администрациях заняли люди, не известные даже местным жителям. Так, в марте 2022 года (при действовавших украинских органах власти) мэром Мелитополя провозгласил себя Владимир Рогов — радикальный пророссийский активист и бывший соратник Олега Царёва, оказавшийся в России в рамках обмена пленными в 2014 году.
После похищения российскими военными законно избранного мэра Ивана Фёдорова его и. о. была назначена Галина Данильченко — депутат горсовета от пророссийских «Партии регионов», а затем «Оппозиционного блока». Она же стала первым госслужащим, которому было предъявлено официальное обвинение в коллаборационизме.
Областную оккупационную администрацию возглавил местный бизнесмен, экс-депутат Евгений Балицкий, у которого на должности бухгалтера работала Данильченко. «Народным мэром» Бердянска объявил себя представитель карликовой партии «Союз левых сил» Александр Сауленко. В Энергодаре после отказа законно избранного мэра Дмитрия Орлова сотрудничать с оккупантами во главе новообразованного «общественного совета» или «совета самоорганизации города» встал уроженец Красноярского края, депутат от пророссийской ОПЗЖ, инженер Запорожской АЭС Андрей Шевчик. Дмитрий Орлов заявил, что этот «общественный совет» не имеет никакого отношения к юрисдикции Украины.

### Луганская область
На сотрудничество с российскими военными в Луганской области пошли глава станицы Луганской Альберт Зинченко, который управляет оккупированным Станично-Луганским районом от имени группировки «ЛНР». Сергей Хортив был выбран надзирателем Рубежного. Игорь Дзюба стал ставленником Кремля для руководства оккупированным Марковским районом. Олега Савченко «ЛНР» назначила руководителем посёлка Меловое. Он также глава районной организации Партии регионов. Депутат Луганского облсовета от Партии регионов Валерий Пахниц, руководивший районной администрацией, от имени группировки «ЛНР» стал руководить оккупированным Старобельским районом. Владимир Подольский, который в 2020 году был депутатом Счастьинского районного совета от партии «Наш край», стал ставленником Москвы над оккупированным Новоайдарским районом. Виктория Кайдалова была назначена руководить в захваченный Новопсков. Член Парии регионов Виталий Коваленко выбран «ЛНР» надзирать над оккупированным Беловодским районом. Сватовским районом Москва поручила управлять бывшему депутату районного совета Сватово от ОПЗЖ Петру Морозову. Троицкое после оккупации получил в своё управление Сергей Токарь, который в 2020 году баллотировался в депутаты от партии «Наш край». Староста Курячевского старостинского округа, член партии «Наш край» Ольга Кучерявая была назначена группировкой «ЛНР» надзирать за оккупированным Белокуракинским районом. Константина Зинченко Россия назначила управлять городом Волноваха, а до войны он был заместителем мэра Шахтёрска.

### Харьковская область
На сотрудничество с российскими военными пошли мэр Купянска Геннадий Мацегора, избранный от пророссийской ОП—ЗЖ, ранее состоявший в «Партии регионов», и изначально глава Балаклеи Иван Столбовой. Спустя несколько дней после начала вторжения за госизмену были задержаны городской голова Южного Александр Брюханов, его заместитель, руководитель местного отдела полиции и участковый инспектор.

### Херсонская область
Главой оккупационной администрации Херсонской области стал Владимир Сальдо — мэр Херсона в 2002—2012 годах, сторонник репрессий в отношении оппозиции в 2014 году. На местных выборах в 2020 году Сальдо проиграл Игорю Колыхаеву, а его партия получила всего 7 % голосов в областном совете и 11 % в областном. После оккупации в марте 2022 года Сальдо стал одним из основателей коллаборационистского «Комитета спасения за мир и порядок», а месяц спустя российские военные захватили горсовет Херсона и назначили Сальдо главой оккупационной администрации.
Городскую администрацию Херсона возглавил Александр Кобец, которого украинские СМИ называли бывшим водителем законно избранного мэра Колыхаева. Среди других членов «Комитета спасения» — пророссийский блогер ультраправых взглядов и антиваксер Кирилл Стремоусов, набравший на выборах мэра Херсона в 2020 году 1,3 % голосов. Другие члены комитета были связаны с движением олигарха, кума Владимира Путина Виктора Медведчука, запрещённой Коммунистической партией Украины и различными пророссийскими организациями, имели проблемы с украинскими спецслужбами.
В Каховке российские военные 1 апреля захватили городской совет и назначили главой городской оккупационной администрации Павла Филипчука — бывшего депутата облсовета от пророссийской «Оппозиционной платформы — За жизнь» (ОПЗЖ), входившего в команду председателя облсовета Владислава Мангера, подозреваемого в причастности к убийству херсонской активистки Екатерины Гандзюк. После ряда неудачных попыток избраться мэром Каховки Филипчук переехал в Сочи и вернулся вскоре после начала вторжения. Главой «полиции» города назначили Олега Буховца, экс-депутата райсовета от «Партии регионов». Руководство громады отмечало, что сотрудники горисполкома отказались сотрудничать с российскими назначенцами.
В Геническе российские военные 12 марта сместили законно избранного мэра Александра Тулупова и назначили главой оккупационной администрации крымчанина Геннадия Сивака. И. о. председателя города стал Андрей Клочко — депутат райсовета от партии ОПЗЖ, бывший активист организации «Украинский выбор» Виктора Медведчука. Из 15 старост Генического района на сотрудничество с российским военными пошло всего 5. Новую Каховку под российским управлением возглавил мелкий предприниматель Владимир Леонтьев.
Издание Washington Post рассказало, что украинские власти после взятия Херсона столкнулись с проблемами, связанные с двойственным отношением или даже симпатией к России у многих жителей: часть из них бежали из города при отступлении российских войск, уменьшив человеческий ресурс для восстановления города, другая часть — осталась, и, по мнению Washington Post, неизвестно, что с ними нужно делать. Так, по утверждению издания, часть местных жителей получили российские паспорта для получения льгот, а другие — получали российские надбавки к зарплатам за согласие продолжать работать. Подобная ситуация привела к социальному напряжению и конфликтам.

### Силовые ведомства
Washington Post отмечал, что подразделение ФСБ в Украине начало расширяться в 2019 году и активно вербовало сторонников (как идейных, так и работающих за деньги) в силовых ведомствах. Считалось, что коррупция и глубокое проникновение российской агентуры в СБУ подорвут способность Украины сопротивляться вторжению. Часть из них выполнила договорённости: так глава СБУ по Крыму Олег Кулинич на протяжении двух лет передавал России внутренние файлы СБУ, а в ночь перед вторжением заблокировал распространение данных разведки о том, что атака на Херсонскую область со стороны Крыма начнется через несколько часов.
Однако после 24 февраля многие из завербованных силовиков отказались выполнять задания ФСБ. Более того, с началом вторжения украинские силовые структуры начали работать намного эффективнее — в числе прочего, этому поспособствовал личный пример Владимира Зеленского, который остался в столице, на подступах к которой шли бои. В ходе масштабных чисток в феврале-августе 2022 года в рамках более 650 дел о госизмене были задержаны более 800 сотрудников силовых ведомств вплоть до генералов (о раскрытом заговоре в апреле сообщал секретарь СНБО Алексей Данилов).
В июле 2022 года Зеленский отстранил от должностей руководителей сразу двух ключевых ведомств — генпрокурора Ирину Венедиктову и главу СБУ Ивана Баканова. Причиной стало большое число коллаборантов среди сотрудников обоих ведомств, включая высокопоставленных силовиков, таких как Кулинич или Андрей Наумов — экс-руководитель главного управления внутренней безопасности, бежавший накануне вторжения и вскоре задержанный в Сербии по обвинению в отмывании денег. В ходе последовавших перестановок Зеленский сменил глав СБУ в Житомирской, Харьковской, Сумской, Полтавской, Закарпатской и Днепропетровской областях.

### Органы государственной власти
Ряд депутатов от пророссийской фракции «Оппозиционная платформа — За жизнь» бизнесмена и кума Владимира Путина Виктора Медведчука покинул Украину ещё до начала вторжения: это Олег Волошин, Вадим Рабинович, Наталия Королевская, Игорь Суркис. Некоторые, например Илья Кива, перебрались в Россию. Сам Медведчук, сбежавший из-под домашнего ареста, который был ограничительной мерой по делу о государственной измене и покушении на разграбление национальных ресурсов в аннексированном Крыму, был арестован 12 апреля 2022 года при попытке покинуть страну. 21 сентября 2022 года в рамках обмена военнопленными Медведчука передали российской стороне в обмен на бойцов полка «Азов».

## Мирное население
Хотя президент Зеленский и другие официальные лица Украины неоднократно обещали, что обвинения в коллаборационизме не грозят тем, кто не вступал в прямое сотрудничество с оккупантами, оставался открытым вопрос об определении границ «сотрудничества» — добровольного и недобровольного, активной и пассивной поддержки. Освобождение многочисленных населённых пунктов в ходе успешного контрнаступления ВСУ в сентябре-октябре 2022 года сделало этот вопрос особенно острым применимо не только к деоккупированным регионам, но и территориям Луганской и Донецкой областей, находившихся под российской оккупацией с 2014 года.
В октябре 2022 СБУ задержала директора запорожского завода «Мотор Сич» Вячеслава Богуслаева и начальника департамента внешнеэкономической деятельности «Мотор Сич» Олега Дзюбу, которые сотрудничали с Москвой после вооружённого вторжения России на территорию Украины.

## Обвинения в адрес УПЦ
1 декабря 2022 года Зеленский заявил, что правительство готовит проект закона, запрещающий религиозным организациям, связанным с центрами влияния в Российской Федерации, действовать на Украине. В частности, это относится к Украинской православной церкви Московского патриархата, считающейся аффилированной с РПЦ. Ранее СБУ сообщила об обнаружении при обыске в монастыре Московского Патриархата в Закарпатской области большого количества материалов, которые были расценены как пропагандистские. Согласно сообщению The Kyiv Independent, за последнюю неделю СБУ провела обыски в нескольких храмах УПЦ. Заявление Зеленского было сделано при обращении по поводу 31-й годовщины голосования Украины за независимость от Советского Союза.

## Масштабы
К середине октября 2022 года украинские правоохранительные органы возбудили более 2000 дел, а суды вынесли больше 450 приговоров. Большинство дел, отражённых в официальном реестре, касалось отрицания российской агрессии, ещё часть — сотрудничества чиновников с оккупантами, и лишь некоторые — активного содействия российским военным (например, передачу информации о позициях ВСУ).
В подавляющем большинстве случаев обвиняемые признавали вину и получали минимальное наказание — условные сроки, запрет на занятие выборных должностей и определённые виды деятельности. Представители юридического сообщества отмечали, что подобное наказание за самые лёгкие формы коллаборационизма очевидно было задумано как своеобразная люстрация с целью в будущем исключить коллаборантов из политики и местного самоуправления.
По информации Управления верховного комиссара ООН по правам человека, к концу февраля 2024 года на Украине было возбуждено 7439 уголовных дел по обвинению в коллаборационизме, количество приговоров составило 1168. В период с период с 1 декабря 2003 по 24 февраля 2024 года из 241 приговора только один был оправдательным, большая часть приговоров была связана с лишением свободы на срок от 1 до 15 лет и запретом на определённые должности. Анализ приговоров показал, что из 241 исследованного приговора примерно 10 % относятся к действиям, к которым осуждённых оккупирующая сторона принуждала на законных основаниях. К таким действиям относится распределение помощи.

## Покушения и случаи гибели коллаборантов
Чиновники-коллаборационисты и сотрудники правоохранительных органов стали одной из приоритетных целей партизан, действующих в контакте с украинскими спецслужбами. Главная цель таких операций — не убийство, а предупреждение о последствиях сотрудничества с российскими военными.